# Fannia aequilineata
Fannia aequilineata is een vliegensoort uit de familie van de Fanniidae. De wetenschappelijke naam van de soort is voor het eerst geldig gepubliceerd in 1945 door Ringdahl.